# Бесинген (Ротвајл)
Бесинген (њем. Bösingen) општина је у њемачкој савезној држави Баден-Виртемберг. Једно је од 21 општинског средишта округа Ротвајл. Према процјени из 2010. у општини је живјело 3.512 становника. Посједује регионалну шифру (AGS) 8325009.

## Географски и демографски подаци
Бесинген се налази у савезној држави Баден-Виртемберг у округу Ротвајл. Општина се налази на надморској висини од 649 метара. Површина општине износи 22,4 km². У самом мјесту је, према процјени из 2010. године, живјело 3.512 становника. Просјечна густина становништва износи 156 становника/km².